# Lista de filmes com temática LGBT de 1969
Esta é uma lista de filmes que contém personagens e/ou temática lésbica, gay, bissexual, ou transgênera lançados em 1969.
| Título                                   | Direção                                  | País                                                            | Gênero                              | Elenco | Anotações |
| ---------------------------------------- | ---------------------------------------- | --------------------------------------------------------------- | ----------------------------------- | --- | --- |
| AC/DC                                    | Larry Winters                            | EUA                                                             | Drama, Romance, Erótico             | Jack Simpson, Gale Forester, Judy Sacks                                                                      | Uma mulher começa um relacionamento com outra, e ao descobrir isso seu irmão tem um caso com a mesma moça só para irritá-la                |
| Algo amargo en la boca                   | Eloy de la Iglesia                       | Espanha                                                         | Drama                               | Toni Carceller, Irene Daina, Javier De Campos, Juan Diego                                                    | [ 2 ] |
| Alice in Acidland                        | Donn Greer, como John Donne              | EUA                                                             | Drama, Erótico                      | Julia Blackburn, Roger Gentry, Donn Greer                                                                    | Duas universitárias são convidadas para uma festa por sua amiga lésbica                                                                    |
| L'altra faccia del peccato               | Marcello Avallone                        | Itália                                                          | Documentário                        | Heinz Drache, Edmund Purdom                                                                                  | [ 4 ] |
| L’amour de femme                         | Nick Millard                             | EUA                                                             | Erótico                             | Neola Graef, Cathy Adams, Alice Friedland                                                                    | Duas mulheres dividem um apartamento |
| Anything Once                            | Graham Place                             | EUA                                                             | Erótico                             | Ann Wells, Tony Gianelli, Elizabeth Cole, Louis Waldon, Linda Boyce, Uta Erickson                            | Uma atriz lésbica da Broadway se sente atraída por suas colegas de cena                                                                    |
| Bara no Sōretsu (薔薇の葬列)             | Toshio Matsumoto                         | Japão                                                           | Drama                               | Peter, Yoshio Tsuchiya, Emiko Azuma, Toyosaburo Uchiyama, Don Madrid, Koichi Nakamura                        | Vagamente baseado em Édipo Rei de Sófocles                                                                                                 |
| Black Cap Drag                           | Richard Benner                           | EUA                                                             | Documentário                        | Shane, Laurie Lee                                                                                            | Uma rara gravação de um show de drag no pub Black Cap em Camden Town                                                                       |
| La caduta degli dei                      | Alberto Lattuada                         | Alemanha Ocidental, Itália                                      | Drama                               | Dirk Bogarde, Ingrid Thulin, Helmut Griem, Helmut Berger, Renaud Verley, Umberto Orsini                      | |
| Carry on Again Doctor                    | Gerald Thomas                            | Reino Unido                                                     | Comédia                             | Sid James, Kenneth Williams, Charles Hawtrey, Jim Dale, Joan Sims, Barbara Windsor                           | Décimo oitavo filme da série Carry On |
| Carry on Camping                         | Gerald Thomas                            | Reino Unido                                                     | Comédia                             | Sid James, Hawtrey, Joan Sims, Kenneth Williams, Terry Scott, Barbara Windsor                                | Décimo sétimo filme da série Carry On |
| A doppia faccia                          | Riccardo Freda                           | Itália, Alemanha Ocidental                                      | Crime, Suspense                     | Klaus Kinski, Christiane Krüger, Günther Stoll, Annabella Incontrera                                         | trad. A Dupla Face no Escuro Um homem é levado a matar por sua esposa lésbica Parte de uma série de adaptações dos livros de Edgar Wallace |
| Double Exposure                          | Peter De Rome                            | EUA                                                             | Curta, Experimental                 | Tom Yourk | [ 11 ] |
| Embrujada                                | Armando Bo                               | Argentina                                                       | Drama, Erótico, Terror              | Isabel Sarli, Victor Bo, Miguel A. Olmos, C. Adolpho Chadler, Sonia Brasil, Gilberto Sierra                  | trad. Mulher Pecado Uma mulher casada com um homem impotente faz de tudo para ter um filho                                                 |
| Facifica Falayfay                        | Luciano B. Carlos                        | Filipinas                                                       | Comédia, Drama                      | Dolphy, Panchito, Pilar Pilapil, Rod Navarro, Martin Marfil, Dely Atay-atayan                                | Criado como uma menina por sua mãe, um jovem aprende a 'ser homem' com seu irmão                                                           |
| La fiancée du pirate                     | Nelly Kaplan                             | França                                                          | Comédia, Drama                      | Bernadette Lafont, Georges Géret, Michel Constantin, Julien Guiomar, Jean Parédès                            | [ 14 ] |
| Fräulein Doktor                          | Luchino Visconti                         | Itália, Iugoslávia                                              | Drama                               | Suzy Kendall, Kenneth More, Capucine, James Booth, Alexander Knox, Giancarlo Giannini                        | trad. Fräulein Doktor, a Mulher Sem Nome ou Espiã Sem Nome Vagamente baseado na vida da espiã Elsbeth Schragmüller                         |
| Freiheit für die Liebe                   | Eberhardt Kronhausen, Phyllis Kronhausen | Alemanha Ocidental                                              | Documentário                        | Daniel D. Halleck, Hugh Hefner, Monique Kraamwinkel, Sacha Kraamwinkel, Marie Antoinette, John Bowen         | Um filme quase educativo sobre todos os tipos de sexualidade                                                                               |
| Fuego                                    | Armando Bo                               | Argentina                                                       | Drama, Erótico                      | Isabel Sarli, Armando Bó, Alba Mujica, Roberto Airaldi, Hugo Mujica                                          | Uma das primeiras representações do lesbianismo no cinema argentino                                                                        |
| The Gay Deceivers                        | Bruce Kessler                            | EUA                                                             | Comédia                             | Kevin Coughlin, Brooke Bundy, Lawrence P. Casey, Jo Ann Harris, Michael Greer, Sebastian Brook               | Para evitar serem convocados para a guerra do Vietnã, dois homens fingem serem um casal gay                                                |
| The Girl from Pussycat                   | Smythe David                             | EUA                                                             | Crime, Erótico, Drama               | Inga Daar, Gay Lamour, Bayard King, Genevieve Wilde                                                          | Uma gangue de mulheres planeja um assalto                                                                                                  |
| Der heiße Tod                            | Jesús Franco                             | Alemanha Ocidental, Itália, Espanha, Reino Unido, Liechtenstein | Drama, Crime, Erótico               | Maria Schell, Herbert Lom, Mercedes McCambridge, Luciana Paluzzi, Maria Rohm, Rosalba Neri                   | trad. 99 Mulheres Sobre uma penitenciária feminina em uma ilha perto do Panamá                                                             |
| Her Odd Tastes                           | Donald A. Davis                          | EUA                                                             | Erótico                             | Marsha Jordan, Capri, Michael Perrotta                                                                       | Uma mulher trabalha como pesquisadora sexual                                                                                               |
| The Image                                | Michael Armstrong                        | Reino Unido                                                     | Curta                               | Michael Byrne, David Bowie                                                                                   | A pintura de um artista ganha vida e começa a assombrá-lo                                                                                  |
| In Love Again                            | Dick Fontaine                            | EUA                                                             | Erótico                             | | Considerado mais como uma defesa da homossexualidade do que um filme erótico                                                               |
| Invocation of My Demon Brother           | Kenneth Anger                            | EUA                                                             | Curta, Experimental                 | Speed Hacker, Kenneth Anger, Lenore Kandel, William Kandel, Van Leuven, Harvey Bialy                         | |
| Isabella, duchessa dei diavoli           | Bruno Corbucci                           | Itália                                                          | Aventura                            | Brigitte Skay, Mimmo Palmara, Fred Williams, Elina De Witt, Salvatore Borgese, Mario Novelli, Renato Baldini | Anos depois do massacre de sua família, uma duquesa retorna para se vingar                                                                 |
| L'isola delle svedesi                    | Silvio Amadio                            | Itália                                                          | Suspense, Drama, Erótico            | Catherine Diamant, Ewa Green, Wolfgang Hillinger, Nino Segurini                                              | Uma mulher termina com seu noivo e passa a viver em uma ilha com a amiga, onde o relacionamento entre elas logo se torna sexual            |
| Jagdszenen aus Niederbayern              | Peter Fleischmann                        | Alemanha Ocidental                                              | Drama                               | Martin Sperr, Angela Winkler, Else Quecke, Michael Strixner, Maria Stadler, Gunja Seiser                     | Um mecânico de um vilarejo na Baixa Baviera é suspeito de ser homossexual                                                                  |
| Katzelmacher                             | Rainer Werner Fassbinder                 | Alemanha Ocidental                                              | Drama                               | Hanna Schygulla, Rainer Werner Fassbinder, Hans Hirschmüller, Lilith Ungerer, Rudolf Waldemar Brem           | A rotina de um grupo de jovens de um complexo de apartamentos e abalada com a chegada de um imigrante grego                                |
| Küß Mich, Monster                        | Jesús Franco                             | Alemanha Ocidental, Espanha                                     | Aventura, Terror, Mistério, Erótico | Janine Reynaud, Rosanna Yanni, Adrian Hoven, Chris Howland, Michel Lemoine, Ana Casares                      | [ 29 ] |
| The Last Train Through Harecastle Tunnel | Alan Clarke                              | Reino Unido                                                     | Drama                               | Richard O'Callaghan, Paul Brooke, Ian Reid, Robert Hartley, John Owens, Bill Lyons                           | [ 30 ] |
| Lesbo                                    | Edoardo Mulargia                         | Itália                                                          | Comédia                             | Gisela Dali, Käthe Haack, Peter Howells, Carla Romanelli                                                     | Um escritor homossexual, sua esposa, uma jornalista lésbica, e um playboy, se encontram na ilha de Lesbos                                  |
| Les Boys                                 | Ray Harrison                             | EUA                                                             | Documentário                        | Jim Bailey                                                                                                   | Um show de drag no clube noturno Queen Mary, em Los Angeles                                                                                |
| Liebe ist kälter als der Tod             | Rainer Werner Fassbinder                 | Alemanha Ocidental                                              | Crime, Comédia                      | Rainer Werner Fassbinder, Ulli Lommel, Hanna Schygulla, Ingrid Caven                                         | trad. O Amor é Mais Frio Que a Morte Um cafetão tem que decidir entre ficar com sua amante ou com o gangster enviado para matá-lo          |
| Linda and Abilene                        | Herschell Gordon Lewis                   | EUA                                                             | Erótico, Ação, Drama                | Sharon Matt, Kip Marsh, Bambi Allen, Larry Martinelli                                                        | [ 34 ] |
| The Love Feast                           | Joseph F. Robertson                      | EUA                                                             | Comédia, Erótico                    | Mia Coco, Linda Colpin, Casey Larrain, Edward D. Wood Jr., Neola Graef                                       | [ 35 ] |
| Marco of Rio                             | Pat Rocco                                | EUA                                                             | Erótico, Drama                      | Marco Antonio, Bruno Gillho, Charley, Francisco                                                              | Ilustra as aventuras homossexuais de um homem no Rio de Janeiro antes do Carnaval                                                          |
| Marcy                                    | Joseph W. Sarno                          | EUA                                                             | Drama, Erótico                      | Uta Erickson, Sheila Britt, Barbara Lance                                                                    | Uma moça é forçada a mudar sua orientação sexual por causa dos rumores na cidade                                                           |
| Matou a Família e Foi ao Cinema          | Júlio Bressane                           | Brasil                                                          | Drama                               | Márcia Rodrigues, Renata Sorrah, Vanda Lacerda, Rodolfo Arena, Antero de Oliveira                            | Um casal de lésbicas protagoniza a terceira narrativa                                                                                      |
| Memória de Helena                        | David Neves                              | Brasil                                                          | Drama                               | Adriana Pietro, Arduíno Colassant, Rosa Maria Penna, Humberto Mauro, Áurea Campos, Joel Barcelos             | Aborda o afeto entre mulheres |
| Midnight Cowboy                          | John Schlesinger                         | EUA                                                             | Drama                               | Jon Voight, Dustin Hoffman, Sylvia Miles, John McGiver, Brenda Vaccaro, Ruth White                           | Baseado no romance homônimo de James Leo Herlihy                                                                                           |
| Modisto de señoras                       | René Cardona Jr.                         | México                                                          | Comédia                             | Mauricio Garcés, Zulma Faiad, Irma Lozano, Claudia Islas, Enrique Rocha, Hugo Goodman                        | Um designer finge ser homossexual e seduz mulheres casada, mas um grupo de gays contrata um detetive particular para desmascará-lo         |
| Mondo Trasho                             | John Waters                              | EUA                                                             | Comédia                             | Mary Vivian Pearce, Divine, David Lochary, Mink Stole, Danny Mills                                           | [ 40 ] |
| A Navalha na Carne                       | Braz Chediak                             | Brasil                                                          | Drama                               | Jece Valadão, Glauce Rocha, Emiliano Queiroz                                                                 | |
| Night After Night After Night            | Lindsay Shonteff                         | Reino Unido                                                     | Crime, Drama, Terror                | Jack May, Justine Lord, Gilbert Wynne, Linda Marlowe, Terry Scully, Donald Sumpter                           | Um juiz travesti é suspeito de assassinato                                                                                                 |
| Orestis                                  | Vassilis Photopoulos                     | Grécia                                                          | Drama                               | Hiram Keller, David Elan Peterson, Flery Dadonaki                                                            | Terceira parte da trilogia de Euripides |
| Paroxismus                               | Jesús Franco                             | Alemanha Ocidental, Itália                                      | Terror, Suspense, Erótico           | James Darren, Barbara McNair, Maria Rohm, Klaus Kinski, Dennis Price, Margaret Lee                           | trad. Vênus em Fúria Também conhecido como Venus in Furs                                                                                   |
| Plagio                                   | Sergio Capogna                           | Itália                                                          | Drama, Romance                      | Ray Lovelock, Mita Medici, Alain Noury, Dino Mele, Cosetta Greco, Marisa Solinas                             | Um casal conhece um herdeiro de uma fortuna durante o movimento estudantil de Bolonha e inclui ele em seu relacionamento                   |
| Ron and Chuck in Disneyland Discovery    | Pat Rocco                                | EUA                                                             | Curta, Romance                      | Ron Barone, Chuck                                                                                            | Dois homens se conhecem e se apaixonam na Disneylândia                                                                                     |
| Le salamandre                            | Alberto Cavallone                        | Itália                                                          | Drama, Erótico                      | Erna Schurer, Beryl Cunningham, Antonio Casale                                                               | Uma fotógrafa branca seduz uma modelo negra                                                                                                |
| Satyricon                                | Federico Fellini                         | Itália                                                          | Drama                               | Martin Potter, Hiram Keller, Max Born, Salvo Randone, Magali Noël, Capucine                                  | Baseado no Satíricon, de Petrônio |
| Scacco alla regina                       | Pasquale Festa Campanile                 | Itália, Alemanha Ocidental                                      | Erótico                             | Rosanna Schiaffino, Haydée Politoff, Romolo Valli                                                            | trad. Caprichos de uma Deusa do Amor Uma dona de casa sadomasoquista sexualmente frustrada vira a secretária de uma atriz famosa           |
| Sieben Tage Frist                        | Alfred Vohrer                            | Alemanha Ocidental                                              | Crime, Mistério, Drama              | Joachim Fuchsberger, Konrad Georg, Horst Tappert, Karin Hübner, Petra Schürmann, Hilde Brand                 | Um aluno de um internato desaparece misteriosamente                                                                                        |
| Sisters in Leather                       | Zoltan G. Spencer                        | EUA                                                             | Exploitation                        | Bambi Allen, Pat Barrington, Larry Martinelli                                                                | Uma gangue de motoqueiras lésbicas chantageiam um homem depois de vê-lo trair sua esposa                                                   |
| Le Sorelle                               | Roberto Malenotti                        | Itália, França                                                  | Drama                               | Nathalie Delon, Susan Strasberg, Massimo Girotti                                                             | trad. As Duas Irmãs Se divorciando do marido, uma mulher decide passar o inverno com sua irmã mais nova                                    |
| Staircase                                | Stanley Donen                            | EUA, França, Reino Unido                                        | Comédia, Drama                      | Richard Burton, Rex Harrison, Gordon Heath, Cathleen Nesbitt, Avril Angers, Neil Wilson, Pat Heywood         | Baseado na peça homônima |
| That Tender Touch                        | Russel Vincent                           | EUA                                                             | Drama, Erótico                      | Sue Bernard, Bee Tompkins, Rick Cooper, Phae Dera                                                            | Quando uma mulher se casa e muda para os subúrbios, sua ex-amante a segue, determinada a reconquistá-la                                    |
| Two Roses and a Golden Rod               | Albert Zugsmith                          | EUA                                                             | Drama, Erótico, Comédia             | John Alderman, Elizabeth Knowles, Ami Paisley, Lois Ursone, James E. McLarty, Vincene Wallace                | [ 52 ] |
| Ur kärlekens språk                       | Torgny Wickman                           | Suécia                                                          | Documentário                        | Inge Hegeler, Sten Hegeler, Maj-Brith Bergström-Walan, Sture Cullhed                                         | Sobre a educação e o comportamento sexual                                                                                                  |
| La venganza del sexo                     | Emilio Vieyra                            | Argentina                                                       | Terror, Ficção Científica, Erótico  | Ricardo Bauleo, Aldo Barbero, Gloria Prat, Susana Beltrán                                                    | [ 54 ] |
| Vtáčkovia, siroty a blázni               | Juraj Jakubisko                          | Checoslováquia, França                                          | Drama, Comédia, Fantasia            | Philippe Avron, Jirí Sýkora, Magda Vásáryová                                                                 | Depois da guerra, três jovens decidem agir mais como crianças do que adultos                                                               |
| Walk a Crooked Path                      | John Brason                              | Reino Unido                                                     | Crime, Drama                        | Tenniel Evans, Faith Brook, Christopher Coll                                                                 | Um professor gay de uma escola para garotos planeja o assassinato de sua mulher                                                            |
| We Who Have Friends                      | Richard Woolley,Richard Reisz            | Reino Unido                                                     | Documentário                        | | Examina a situação dos homens gay no Reino Unido dois anos depois do Ato de 1967, que parcialmente legalizava a homossexualidade           |
| What's a Girl Like You...                | Charlie Squires                          | Reino Unido                                                     | Documentário                        | Patrick Allen, Ava, Terry Durham                                                                             | Investiga a renascença drag do final dos anos 60 na Royal Vauxhall Tavern em Londres                                                       |
| Women in Love                            | Ken Russell                              | Reino Unido                                                     | Romance, Drama                      | Glenda Jackson, Alan Bates, Oliver Reed, Jennie Linden, Eleanor Bron, Alan Webb                              | Baseado no romance homônimo de D. H. Lawrence                                                                                              |
| Z                                        | Constantin Costa-Gavras                  | França, Argélia                                                 | Suspense, Policial                  | Yves Montand, Irene Papas, Jean-Louis Trintignant                                                            | Antagonista gay |